# Ambroner
Ambronerne var et germansk eller måske keltisk folkestamme fra Jylland. Måske stammede ambronerne fra Amrum i Sydslesvig. Sammen med teutonerne og kimbrerne vandrede de i det 2. århundrede før vor tidsregning til Rom.